# Mendoncia phytocrenoides
Espèce
Synonymes
- Afromendoncia phytocrenoides Gilg ex Lindau[1]
- Mendoncia phytocrenoides var. phytocrenoides[1]
- Monachochlamys phytocrenoides (Gilg ex Lindau) S.Moore[1]

Mendoncia phytocrenoides (Gilg ex Lindau) Benoist est une espèce de plantes à fleurs de la famille des Acanthaceae et du genre Mendoncia, présente en Afrique tropicale.

## Description
C'est une herbe ou liane à tronc subhérissé. Ses feuilles sont coriaces et cassantes. Sa corolle blanche est profondément découpée. Les bractéoles sont rouges.

## Distribution
Assez rare, l'espèce a été observée principalement au Gabon (six sites), également au Cameroun (deux sites dans la Région du Centre et un dans la Région de l'Est, à Djouo), ainsi qu'au sud-est du Nigeria (un site).

## Liste des variétés
Selon Catalogue of Life (9 janvier 2018) :
- variété Mendoncia phytocrenoides var. iodioides

Selon The Plant List (9 janvier 2018) :
- variété Mendoncia phytocrenoides var. ioides Heine

Selon Tropicos (9 janvier 2018) (Attention liste brute contenant possiblement des synonymes) :
- variété Mendoncia phytocrenoides var. ioides Heine
- variété Mendoncia phytocrenoides var. phytocrenoides